# Rivière Tremblay
Rivière Tremblay är ett vattendrag i Kanada.   Det ligger i provinsen Québec, i den östra delen av landet, 700 km nordost om huvudstaden Ottawa. Rivière Tremblay ligger vid sjön Lac Euclide.
I omgivningarna runt Rivière Tremblay växer i huvudsak barrskog. Runt Rivière Tremblay är det glesbefolkat, med 16 invånare per kvadratkilometer.